# Gambia
Gambia (phiên âm tiếng Việt: Găm-bi-a), quốc hiệu là Cộng hòa Gambia (tiếng Anh: Republic of The Gambia) là một quốc gia tại Tây Phi, được vây quanh bởi Sénégal với một đường bờ biển ngắn giáp với Đại Tây Dương ở cực tây. Đây là nước nhỏ nhất trên châu Phi.
Lãnh thổ Gambia trãi rộng ra trên phần đất hai bên sông Gambia, một con sông chảy từ cực đông Gambia và đổ vào Đại Tây Dương. Diện tích Gambia là 10.689 kilômét vuông (4.127 dặm vuông Anh) với dân số 1.857.181 người theo thống kê 2013. Banjul là thủ đô, còn hai thành phố lớn nhất là Serekunda và Brikama.
Gambia có chung nguồn gốc lịch sử với nhiều quốc gia Tây Phi khác trong việc buôn bán nô lệ. Đây cũng là nguyên nhân chính của việc tạo dựng và duy trì một thuộc địa trên sông Gambia, ban đầu được Bồ Đào Nha thực hiện, trong thời kỳ đó nơi này được gọi là 'A Gâmbia'. Sau đó, vào ngày 25 tháng 5 năm 1765, A Gâmbia được chuyển giao cho thực dân Anh, thành lập xứ thuộc địa và bảo hộ Gambia. Ngày 18 tháng 2 năm 1965, Gambia giành được độc lập từ Vương quốc Liên hiệp Anh. Từ đó, Gambia chỉ có hai lãnh đạo: Dawda Jawara (1970 đến 1994), và Yahya Jammeh, người đã giành được quyền lực trong một cuộc đảo chính khi còn là một nhân viên quân đội trẻ.
Sau cuộc bầu cử tháng 12 năm 2016, hội đồng bầu cử thông báo rằng Adama Barrow là người chiến thắng. Barrow, với 45,5% số phiếu, đã vượt qua Yahya Jammeh (36,7% số phiếu). Một ứng cử viên khác, Mama Kandeh, giành được 17,8% số phiếu. Adama Barrow trở thành tổng thống thứ ba của Gambia vào tháng 1 năm 2017. Jammeh ban đầu chấp nhận kết quả nhưng sau đó phủ nhận, điều này đã gây ra cuộc khủng hoảng hiến pháp và sự can thiệp quân sự của Cộng đồng kinh tế các quốc gia Tây Phi vào nước này, dẫn đến việc ông phải lưu vong.
Kinh tế Gambia chủ yếu là nông nghiệp, đánh bắt thủy sản, và đặc biệt là du lịch. Năm 2015, 48,6% dân số sống trong cảnh nghèo đói.  Ở các vùng nông thôn, tình trạng đói nghèo thậm chí còn phổ biến hơn, ở mức gần 70%. Khoảng một phần ba dân số sống dưới ngưỡng nghèo quốc tế 1,25 đô la Mỹ một ngày.

## Tên gọi
Cái tên "Gambia" xuất phát từ từ Kambra/Kambaa trong tiếng Mandinka, chỉ sông Gambia. Sau khi độc lập vào năm 1965, quốc gia này sử dụng tên the Gambia. Sau khi tuyên bố là một nước cộng hòa vào năm 1970, tên gọi của quốc gia này trở thành Cộng hòa Gambia (Republic of The Gambia). Chính quyền Yahya Jammeh đổi tên thành Cộng hòa Hồi giáo Gambia vào tháng 12 năm 2015. Vào ngày 29 tháng 1 năm 2017, Tổng thống Adama Barrow đã đổi tên lại thành Cộng hòa Gambia.

## Lịch sử
Những thương gia người Ả Rập đã cung cấp những tài liệu viết đầu tiên về khu vực mà nay là Gambia, vào khoảng thế kỷ IX-X. Vào thế kỷ X, các nhà buôn và học giả Hồi giáo đã thành lập những cộng đồng dân cư ở nhiều trung tâm thương mại Tây Phi. Họ xây dựng những tuyến đường thương mại xuyên Sahara, thúc đẩy việc bán nô lệ, vàng và ngà, cũng như mua lại nhiều hàng hóa.

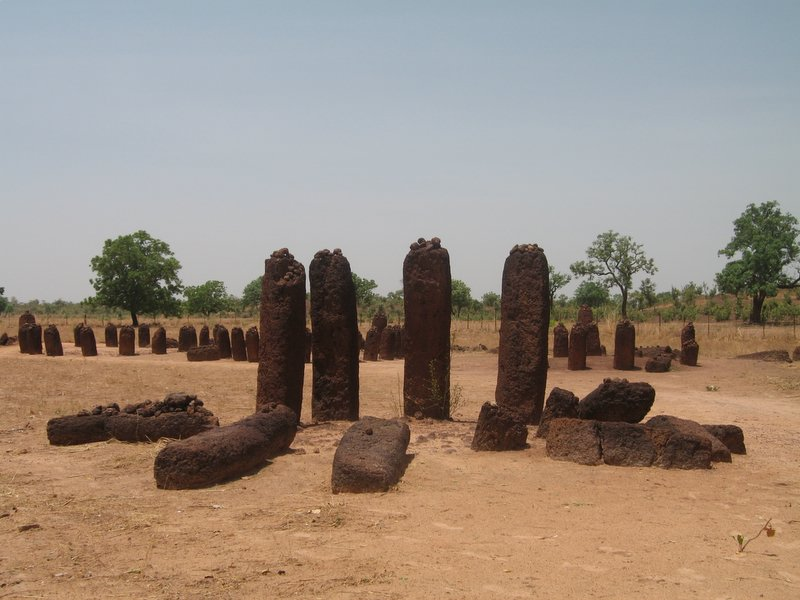
Những vòng tròn đá Senegambia (cự thạch) chạy từ Sénégal qua Gambia và được UNESCO mô tả là "nơi tập trung những vòng tròn đá lớn nhất thế giới".

Thế kỷ XI-XII, những người cai trị các vương quốc cổ Takrur (một vương quốc có trung tâm là vùng phía bắc sông Sénégal), Ghana và Gao đã cải đạo sang Hồi giáo, và đã bổ nhiệm vào triều đình của họ những người Hồi giáo biết tiếng Ả Rập. Đầu thế kỷ XIV, đa phần Gambia hiện nay là một phần của đế chế Mali. Người Bồ Đào Nha đến vùng này bằng đường biển vào khoảng giữa thế kỷ XV, và bắt đầu làm chủ thương mại.
Năm 1588, António, Viện trưởng Crato đã bán quyền thương mại độc quyền trên sông Gambia cho các thương nhân người Anh T, được xác nhận bằng thư từ Nữ hoàng Elizabeth I. Năm 1618, Vua James I của Anh cấp cho một công ty Anh đặc quyền thương mại với Gambia và Bờ Biển Vàng (nay là Ghana). Từ năm 1651 đến 1661, một số vùng của Gambia - Đảo St. Andrew trên sông Gambia bao gồm Pháo đài Jakob, Đảo St. Mary (ngày nay là Banjul) và Pháo đài Jillifree - nằm dưới sự cai trị của Công quốc Courland và Semigallia (Latvia ngày nay), đã được mua bởi Hoàng tử Jacob Kettler, một chư hầu của Liên bang Ba Lan và Lietuva.  Các thuộc địa chính thức được nhượng cho Anh vào năm 1664..
Cuối thế kỷ XVII và suốt thế kỷ XVIII, Đế quốc Anh và Đế quốc Pháp liên tục tranh giành quyền ưu thế về chính trị và thương mại trong vùng sông Sénégal và sông Gambia. Đế quốc Anh chiếm đóng Gambia khi một đoàn thám hiểm do Augustus Keppel dẫn đầu đổ bộ vào đây sau khi chiếm được Senegal năm 1758. Năm 1783 Hiệp ước Versailles đầu tiên cho phép Vương quốc Anh sở hữu sông Gambia, tuy nhiên Pháp vẫn giữ một phần đất nhỏ tại Albreda ở bờ bắc con sông. Phần đất này được nhượng lại cho Anh năm 1856.
Khoảng ba triệu nô lệ đã bị bắt đi từ khu vực này trong ba thế kỷ buôn bán nô lệ xuyên Đại Tây Dương. Trong thời gian trước đó thì không rõ bao nhiêu người đã bị nô lệ hóa từ những cuộc chiến tranh giữa các triều đại và những thương gia Hồi giáo. Đa số nô lệ được những người châu Phi khác bán cho người châu Âu: một số là tù nhân trong các cuộc chiến; một số là người có nợ không trả nổi; và số khác đơn giản là bị bắt cóc.
Các thương gia ban đầu đưa nô lệ đến châu Âu để họ làm việc như người hầu cho đến khi thị trường lao động mở rộng ở Tây Ấn và Bắc Mỹ. Năm 1807, Vương quốc Anh bãi bỏ việc buôn bán nô lệ trên toàn bộ đế chế của mình, nhưng việc này vẫn tiếp diễn tại Gambia. Tàu nô lệ bị chặn lại bởi Hải đoàn Tây Phi của Hải quân Hoàng gia Anh được trả về Gambia. Những người nô lệ được phóng thích tại đảo MacCarthy, nơi họ bắt đầu cuộc sống mới. Người Anh thành lập đồn quân sự ở Bathurst (nay là thủ đô Banjul) vào năm 1816.

### Xứ bảo hộ và Thuộc địa Gambia (1821–1965)
Những năm tiếp theo, Banjul nằm dưới quyền của Toàn quyền người Anh tại Sierra Leone. Năm 1888, Gambia trở thành một thuộc địa riêng.
Một hiệp định ký với Cộng hòa Pháp năm 1889 đã thiết lập nên biên giới Gambia hiện nay. Gambia trở thành thuộc địa Gambia thuộc Anh (hay Xứ bảo hộ và Thuộc địa Gambia). Gambia có hội đồng lập pháp và hành pháp riêng năm 1901, và dần có xu hướng tự quan lý. Chế độ nô lệ bị bãi bỏ vào năm 1906, và sau một đợt xung đột ngắn giữa lực lượng thực dân và cư dân bản địa, chính quyền thuộc địa được thiết lập vững chắc.
Trong Chiến tranh Thế giới II, có những người lính Gambia tham chiến trong Khối Đồng Minh. Dù họ chủ yếu tham gia tại Miến Điện, một số hy sinh gần với quê nhà hơn, một nghĩa trang tưởng niệm đã được xây dựng tại Fajara (gần Banjul). Banjul có một đường băng cho Lực lượng Phòng không Lục quân Hoa Kỳ và một bến cảng cho các đoàn vận tải hải quân Đồng minh.
Sau Thế Chiến, hiến pháp được sửa đổi. Một năm sau cuộc bầu cử năm 1962, Anh cho phép quyền tự quản hoàn toàn.

### Độc lập (1965–nay)
Gambia giành được độc lập vào ngày 18 tháng 2 năm 1965, với tư cách là một chế độ quân chủ lập hiến trong Khối thịnh vượng chung, với Elizabeth II là Nữ hoàng của Gambia, do Toàn quyền đại diện. Ngay sau đó, chính phủ quốc gia đã tổ chức một cuộc trưng cầu dân ý đề xuất quốc gia này trở thành một nước cộng hòa. Cuộc trưng cầu dân ý này không nhận được đa số 2/3 phiếu bầu để sửa đổi hiến pháp, nhưng đã giành được sự chú ý rộng rãi ở nước ngoài như bằng chứng cho thấy việc Gambia tuân thủ bỏ phiếu kín, bầu cử trung thực, dân quyền và tự do.
Vào ngày 24 tháng 4 năm 1970, Gambia trở thành một nước cộng hòa trong Khối thịnh vượng chung, sau cuộc trưng cầu dân ý lần thứ hai. Thủ tướng Sir Dawda Kairaba Jawara đảm nhận chức vụ tổng thống, một chức vụ hành pháp, đồng thời là nguyên thủ quốc gia và người đứng đầu chính phủ.
Tổng thống Sir Dawda Jawara đã tái đắc cử năm lần. Một cuộc đảo chính có chủ đích xảy ra vào ngày 29 tháng 7 năm 1981 sau khi nền kinh tế suy yếu và các cáo buộc tham nhũng chống lại ông. Nỗ lực đảo chính xảy ra trong khi Tổng thống Jawara đang thăm London và được thực hiện bởi Hội đồng Cách mạng Quốc gia cánh tả, bao gồm Đảng Lao động Cách mạng và Xã hội của Kukoi Samba Sanyang (SRLP) và các phần tử của Field Force, một lực lượng bán quân sự. tạo thành phần lớn các lực lượng vũ trang của đất nước.

Tổng thống Jawara đã yêu cầu viện trợ quân sự từ Senegal, nước đã triển khai 400 binh sĩ tới Gambia vào ngày 31 tháng 7. Đến ngày 6 tháng 8, khoảng 2.700 quân Senegal đã được triển khai, đánh bại lực lượng nổi dậy.  Từ 500 đến 800 người đã thiệt mạng trong cuộc đảo chính và bạo lực sau đó.  Năm 1982, do hậu quả của cuộc đảo chính năm 1981, Senegal và Gambia đã ký một hiệp ước liên minh, được gọi là Senegambia nhằm kết hợp các lực lượng vũ trang của hai quốc gia và thống nhất các nền kinh tế và tiền tệ của họ. Chỉ sau bảy năm, Gambia rút khỏi liên minh vào năm 1989.

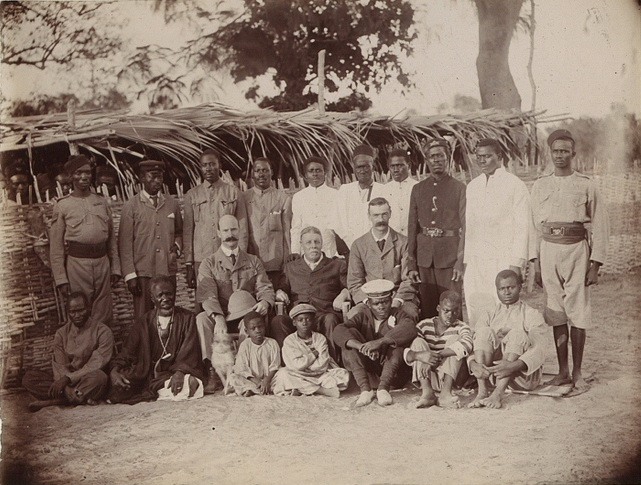
Toàn quyền người Anh George Chardin Denton (1901–1911) và đồng đội của ông, 1905

Năm 1994, Hội đồng cầm quyền lâm thời của Lực lượng vũ trang (AFPRC) đã phế truất chính phủ Jawara và cấm các hoạt động chính trị của phe đối lập. Trung úy Yahya AJJ Jammeh, chủ tịch AFPRC, trở thành nguyên thủ quốc gia. Jammeh mới 29 tuổi vào thời điểm xảy ra cuộc đảo chính. AFPRC đã công bố một kế hoạch chuyển đổi để trở lại một chính phủ dân sự dân chủ. Ủy ban Bầu cử Độc lập Lâm thời (PIEC) được thành lập vào năm 1996 để tiến hành các cuộc bầu cử quốc gia và chuyển đổi thành Ủy ban Bầu cử Độc lập (IEC) vào năm 1997 và chịu trách nhiệm về việc đăng ký cử tri đồng thời tiến hành các cuộc bầu cử và trưng cầu dân ý.

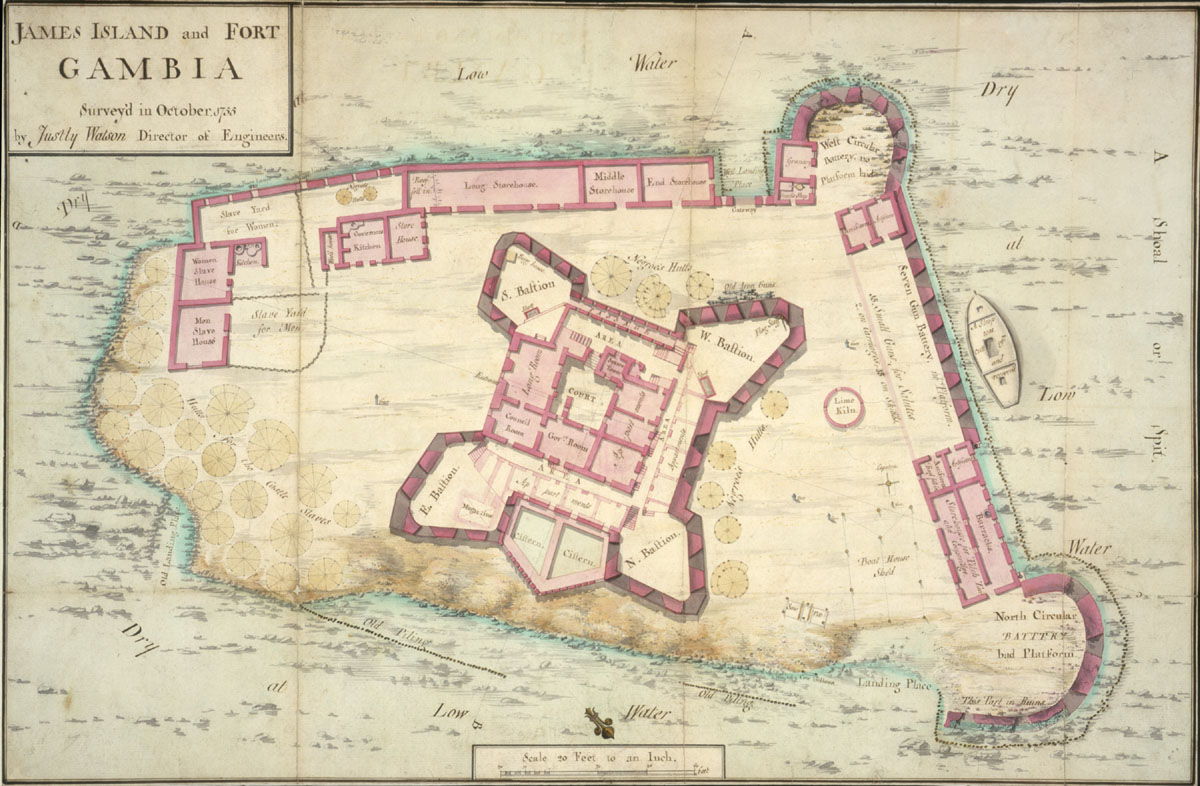
Bản đồ đảo James và Fort Gambia

Vào cuối năm 2001 và đầu năm 2002, Gambia đã hoàn thành cuộc bầu cử tổng thống, được các nhà quan sát nước ngoài đánh giá là công bằng và minh bạch. Tổng thống Yahya Jammeh, người được bầu tiếp tục giữ chức Tổng thống, tuyên thệ nhậm chức lần nữa vào ngày 21 tháng 12 năm 2001. Liên minh Định hướng Yêu nước và Xây dựng (APRC) của Jammeh duy trì đa số ghế trong Quốc hội, đặc biệt sau khi Đảng Dân chủ Thống nhất (UDP) đối lập tẩy chay các cuộc bầu cử lập pháp, tuy nhiên họ vẫn tham gia vào các cuộc bầu cử sau đó.
Vào ngày 2 tháng 10 năm 2013, Bộ trưởng Nội vụ Gambia thông báo rằng Gambia sẽ rời khỏi Khối thịnh vượng chung, chấm dứt 48 năm thành viên của tổ chức này. Chính phủ Gambia cho biết họ đã "quyết định rằng Gambia sẽ không bao giờ là thành viên của bất kỳ thể chế tân thuộc địa nào và sẽ không bao giờ là một bên của bất kỳ thể chế nào đại diện cho sự mở rộng của chủ nghĩa thực dân".
Tổng thống đương nhiệm Jammeh phải đối mặt với các nhà lãnh đạo đối lập Adama Barrow từ Liên minh độc lập của các đảng và Mamma Kandeh từ đảng Quốc hội Dân chủ Gambia  trong cuộc bầu cử tổng thống tháng 12 năm 2016. Gambia đã kết án nhà lãnh đạo đối lập chính và nhà vận động nhân quyền Ousainou Darboe 3 năm tù giam vào tháng 7 năm 2016,  khiến ông ta không đủ tư cách tham gia tranh cử tổng thống.
Sau cuộc bầu cử ngày 1 tháng 12 năm 2016, ủy ban bầu cử đã tuyên bố Adama Barrow là người chiến thắng trong cuộc bầu cử tổng thống. Jammeh, người đã cầm quyền 22 năm, lần đầu tiên tuyên bố sẽ từ chức sau thất bại trong cuộc bầu cử năm 2016 trước khi tuyên bố kết quả là vô hiệu và kêu gọi một cuộc bỏ phiếu mới, gây ra một cuộc khủng hoảng hiến pháp và dẫn đến một cuộc xâm lược của liên minh ECOWAS.  Vào ngày 20 tháng 1 năm 2017, Jammeh thông báo rằng ông đã đồng ý từ chức và sẽ rời khỏi đất nước.
Vào ngày 14 tháng 2 năm 2017, Gambia bắt đầu quá trình trở lại thành viên của Khối thịnh vượng chung và chính thức trình đơn xin gia nhập lại với Tổng thư ký Patricia Scotland vào ngày 22 tháng 1 năm 2018.  Boris Johnson, người đã trở thành Ngoại trưởng Anh đầu tiên đến thăm Gambia kể từ khi nước này giành được độc lập vào năm 1965,  thông báo rằng chính phủ Anh hoan nghênh việc Gambia trở lại Khối thịnh vượng chung. Gambia chính thức gia nhập lại Khối thịnh vượng chung vào ngày 8 tháng 2 năm 2018.

## Chính trị và chính phủ
Bài chi tiết: Chính trị Gambia
Gambia giành độc lập từ Vương quốc Anh vào ngày 18 tháng 2 năm 1965. Từ năm 1965 đến năm 1994, quốc gia này bề ngoài là một nền dân chủ tự do đa đảng. Nó được cai trị bởi Dawda Jawara và Đảng Nhân dân Tiến bộ (PPP) của ông. Tuy nhiên, đất nước này chưa bao giờ trải qua sự thay đổi chính trị trong thời kỳ này và cam kết bầu cử bằng hòm phiếu chưa bao giờ được thực hiện. Năm 1994, một cuộc đảo chính quân sự đã thúc đẩy một ủy ban của các sĩ quan quân đội lên nắm quyền, được gọi là Hội đồng cai trị lâm thời của Lực lượng vũ trang (AFPRC). Sau hai năm cai trị trực tiếp, một hiến pháp mới đã được viết ra và vào năm 1996, lãnh đạo của AFPRC, Yahya Jammeh, được bầu làm tổng thống. Ông đã cai trị theo phong cách độc đoán cho đến cuộc bầu cử năm 2016, do Adama Barrow giành chiến thắng, với sự hậu thuẫn của liên minh các đảng đối lập.

### Lịch sử chính trị

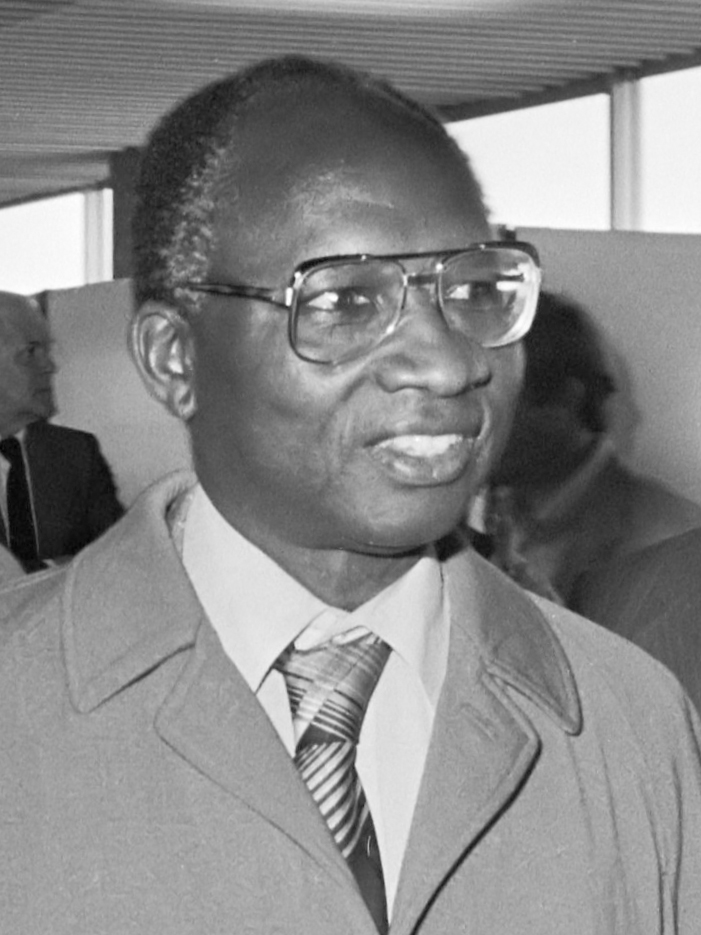
Dawda Jawara

Trong thời kỳ Jawara, ban đầu có bốn đảng chính trị: PPP, Đảng Thống nhất (UP), Đảng Dân chủ (DP) và Đảng Đại hội Hồi giáo (MCP). Hiến pháp năm 1960 đã thành lập Hạ viện, và trong cuộc bầu cử năm 1960 không có đảng nào giành được đa số ghế. Tuy nhiên, vào năm 1961, Thống đốc Anh đã chọn lãnh đạo UP Pierre Sarr N'Jie làm người đứng đầu chính phủ đầu tiên của đất nước, dưới hình thức một Bộ trưởng. Đây là một quyết định không được lòng dân và cuộc bầu cử năm 1962 rất đáng chú ý vì các đảng phái có thể lôi kéo sự khác biệt về sắc tộc và tôn giáo trên khắp Gambia. PPP đã giành được đa số và thành lập một liên minh với Liên minh Quốc hội Dân chủ (DCA - sự hợp nhất của DP và MCP). Họ mời UP tham gia liên minh vào năm 1963, nhưng UP đã rời bỏ vào năm 1965. 

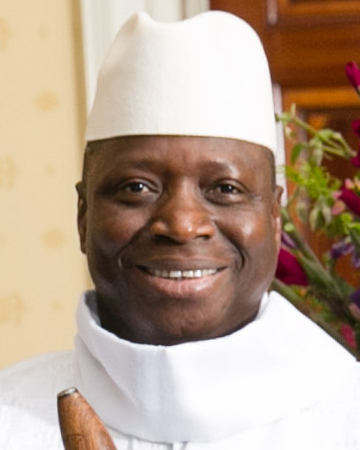
Yahya Jammeh

UP được coi là đảng đối lập chính, nhưng mất quyền lực từ năm 1965 đến năm 1970. Năm 1975, Đảng Công ước Quốc gia (NCP) được thành lập bởi Cảnh sát trưởng Mustapha Dibba và trở thành đảng đối lập chính mới cho sự thống trị của PPP.  Cả PPP và NCP đều giống nhau về mặt ý thức hệ, vì vậy vào những năm 1980, một đảng đối lập mới đã xuất hiện, dưới hình thức Tổ chức Dân chủ Nhân dân Xã hội chủ nghĩa cấp tiến vì Độc lập và Chủ nghĩa Xã hội (PDOIS). Tuy nhiên, giữa các cuộc bầu cử năm 1966 và 1992, PPP đã "chiếm ưu thế áp đảo", giành được từ 55% đến 70% số phiếu bầu trong mỗi cuộc bầu cử và liên tục giành được đa số ghế.
Về nguyên tắc, cạnh tranh chính trị đã tồn tại trong thời đại Jawara, tuy nhiên, người ta nói rằng trên thực tế tồn tại "một đảng độc quyền quyền lực nhà nước xoay quanh sự thống trị của Dawda Jawara." Xã hội dân sự bị hạn chế sau khi độc lập, và các đảng đối lập yếu kém có nguy cơ bị lật đổ. Phe đối lập không được tiếp cận bình đẳng với các nguồn lực, vì tầng lớp doanh nhân từ chối cấp vốn cho họ. Chính phủ có quyền kiểm soát thời điểm họ có thể thông báo công khai và họp báo, đồng thời cũng có những cáo buộc về việc gian lận phiếu bầu và sự không phù hợp trong việc chuẩn bị sổ đăng ký bầu cử. 

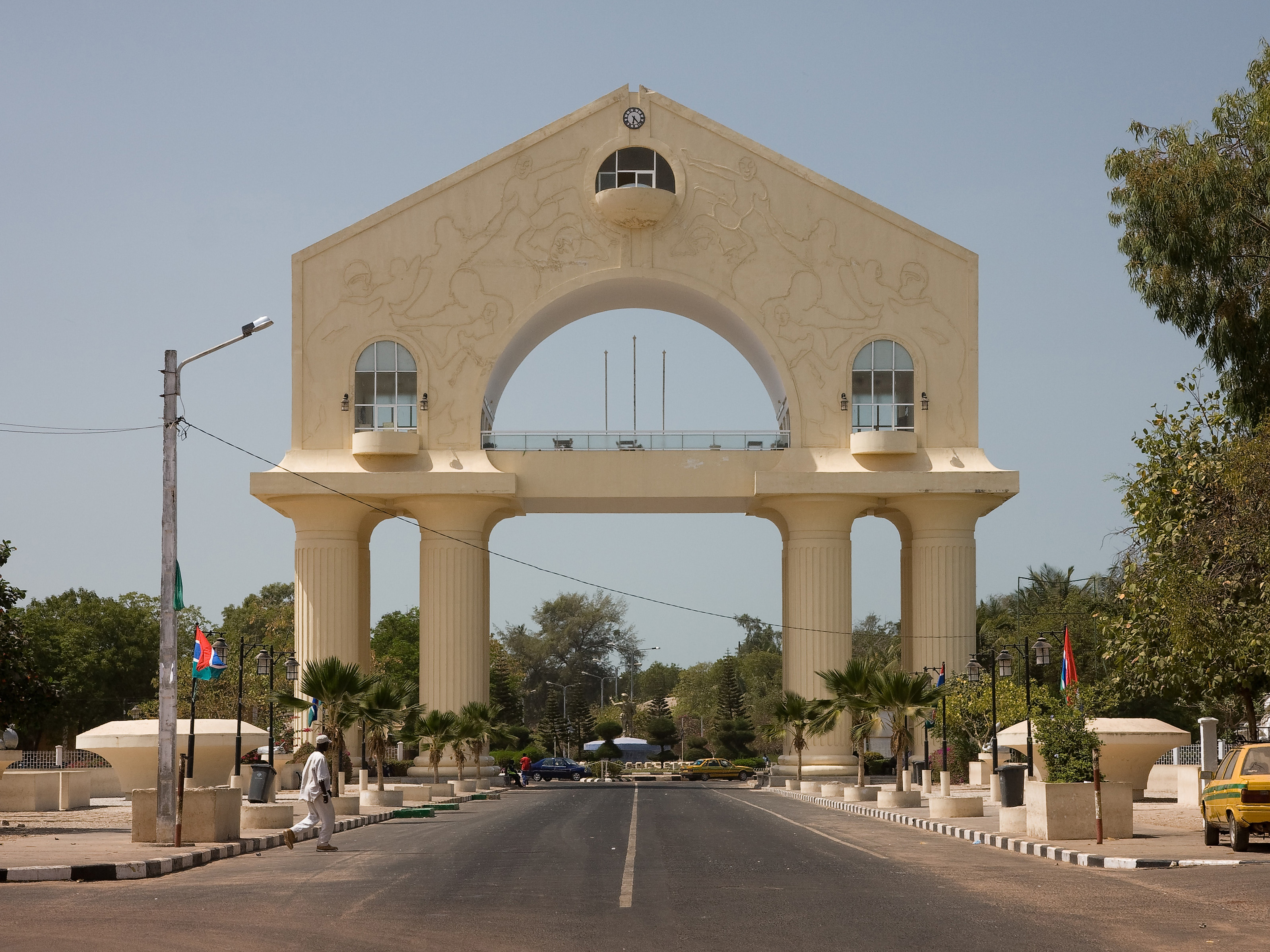
Vòm 22, tượng đài kỉ niệm cuộc đảo chính năm 1994

Tháng 7 năm 1994, một cuộc đảo chính quân sự không đổ máu đã kết thúc kỷ nguyên Jawara. Các lực lượng vũ trang tạm thời cầm quyền của Hội đồng (AFPRC), được dẫn dắt bởi Yahya Jammeh, cai trị độc tài trong hai năm. Hội đồng đã đình chỉ hiến pháp, cấm tất cả các đảng phái chính trị và áp đặt lệnh giới nghiêm đối với dân chúng. Một sự chuyển đổi trở lại chế độ dân chủ xảy ra vào năm 1996, và một hiến pháp mới đã được viết ra, mặc dù quá trình này đã bị thao túng để mang lại lợi ích cho Jammeh. Trong một cuộc trưng cầu dân ý năm 1996, 70% cử tri đã thông qua hiến pháp, và vào tháng 12 năm 1996 Jammeh được bầu làm tổng thống. Tất cả các đảng trừ PDOIS trước cuộc đảo chính đều bị cấm, và các cựu bộ trưởng đã bị cấm ra khỏi văn phòng công quyền.
Trong thời kỳ trị vì của Jammeh, phe đối lập lại bị chia cắt. Một ví dụ là cuộc đấu đá nội bộ giữa các thành viên của Liên minh Quốc gia vì Dân chủ và Phát triển (NADD) được thành lập vào năm 2005. Jammeh đã sử dụng lực lượng cảnh sát để chống đốii các thành viên và đảng phái đối lập. Jammeh cũng bị buộc tội vi phạm nhân quyền, đặc biệt là đối với các nhà hoạt động nhân quyền, các tổ chức xã hội dân sự, các đối thủ chính trị và giới truyền thông. Số phận của họ bao gồm bị đày đi đày, bị sách nhiễu, bị giam cầm tùy tiện, bị giết và buộc phải biến mất. Ví dụ cụ thể bao gồm vụ sát hại nhà báo Deyda Hydara vào năm 2004, một vụ thảm sát sinh viên tại một cuộc biểu tình vào năm 2000, công khai đe dọa giết những người bảo vệ nhân quyền vào năm 2009 và đe dọa công khai đối với người đồng tính vào năm 2013. Hơn nữa, Jammeh đã đe dọa quyền tự do tôn giáo của những người không theo đạo Hồi, sử dụng 'thẩm phán đánh thuê' để làm suy yếu nền tư pháp và phải đối mặt với nhiều cáo buộc gian lận bầu cử.
Trong cuộc bầu cử tổng thống tháng 12 năm 2016, Jammeh đã bị Adama Barrow, người được liên minh các đảng đối lập hậu thuẫn, đánh bại. Đồng ý từ chức ban đầu của Jammeh, sau đó là sự thay đổi quan điểm đã gây ra cuộc khủng hoảng hiến pháp mà đỉnh điểm là sự can thiệp quân sự của lực lượng ECOWAS vào tháng 1 năm 2017. Barrow cam kết phục vụ người đứng đầu chính phủ chuyển tiếp trong ba năm.  Trung tâm Dân chủ và Phát triển Nigeria mô tả những thách thức mà Barrow phải đối mặt như cần khôi phục "niềm tin của công dân". Họ mô tả đây là một "nền hòa bình mong manh" với những căng thẳng ở các vùng nông thôn giữa nông dân và các cộng đồng lớn hơn. Họ cũng báo cáo về căng thẳng giữa các nhóm sắc tộc đang phát triển. Một ví dụ là vào tháng 2 năm 2017, 51 người ủng hộ Jammeh đã bị bắt vì quấy rối những người ủng hộ Barrow. Mặc dù cuộc bầu cử thuận lợi, Trung tâm cho rằng điều này có thể bị cản trở bởi hành vi giả mạo hiến pháp ban đầu của Barrow với phó tổng thống, điều đó thách thức sự hòa nhập và kỳ vọng cao thời hậu Jammeh.

### Tổ chức
Gambia đã có một số hiến pháp trong lịch sử của mình. Hai hiến pháp quan trọng nhất là hiến pháp năm 1970, thành lập Gambia như một nước cộng hòa tổng thống, và hiến pháp năm 1996, làm cơ sở cho quyền cai trị của Jammeh và được giữ nguyên sau chiến thắng của Barrow vào năm 2016. Jammeh đã thao túng quá trình cải cách hiến pháp năm 1996 để thu lợi cho bản thân. Không có thông tin nào được đưa ra về giới hạn nhiệm kỳ, cho thấy Jammeh muốn duy trì quyền lực trong một thời gian dài. Theo hiến pháp năm 1996, Tổng thống là nguyên thủ quốc gia, người đứng đầu chính phủ, đồng thời là tổng tư lệnh các lực lượng vũ trang. Jammeh và Barrow đều đã đảm nhận vai trò Bộ trưởng Bộ Quốc phòng.

### Tổng thống
Tổng thống bổ nhiệm phó tổng thống và nội các của các bộ trưởng đồng thời cũng chủ trì nội các. Văn phòng Thủ tướng bị bãi bỏ vào năm 1970. Toàn bộ quyền hành pháp được trao cho tổng thống. Họ cũng có thể bổ nhiệm năm thành viên của Quốc hội, thẩm phán của tòa án cấp trên, thống đốc khu vực và quận trưởng. Về mặt dịch vụ dân sự, họ có thể bổ nhiệm Ủy ban Dịch vụ Công, Thanh tra viên và Ủy ban Bầu cử Độc lập. Tổng thống được bầu trực tiếp với nhiệm kỳ 5 năm dựa trên đa số phiếu bầu. Không có giới hạn về nhiệm kỳ. Hiến pháp đang được xem xét vào năm 2018 và dự kiến sẽ có giới hạn hai nhiệm kỳ và các thay đổi cần thiết khác để nâng cao cơ cấu quản lý.

### Quan hệ đối ngoại
Bài chi tiết: Quan hệ đối ngoại của Gambia

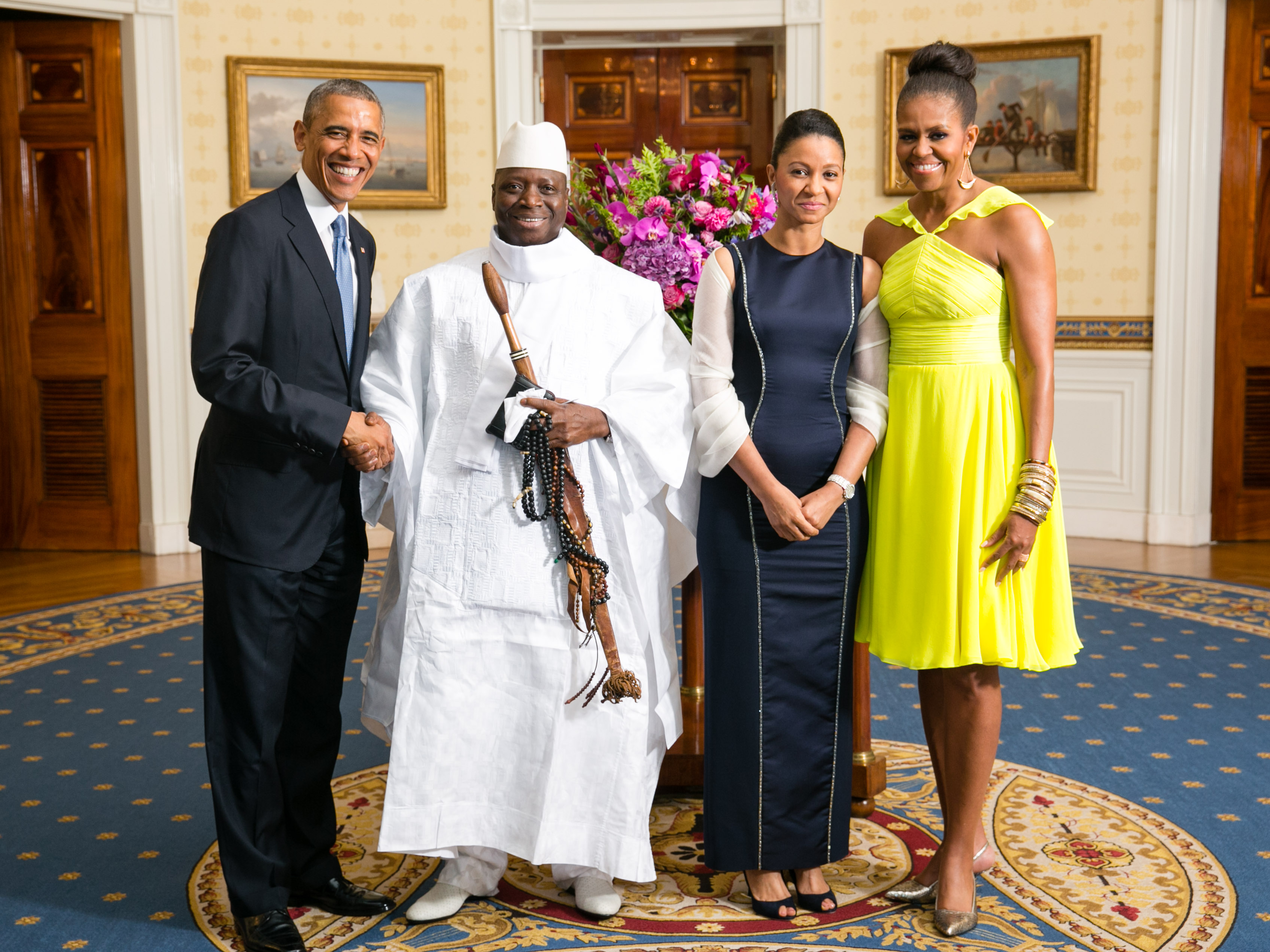
Yahya Jammeh và bà Zeineb Jammeh cùng với Barack và Michelle Obama tại Nhà Trắng, tháng 8 năm 2014

Gambia đã tuân theo chính sách không liên kết chính thức trong hầu hết nhiệm kỳ của cựu Tổng thống Jawara. Nước này duy trì quan hệ chặt chẽ với Vương quốc Anh, Senegal và các nước châu Phi khác. Cuộc đảo chính tháng 7 năm 1994 đã làm căng thẳng mối quan hệ của Gambia với các cường quốc phương Tây, đặc biệt là Hoa Kỳ, cho đến năm 2002 đã bị đình chỉ hầu hết các hỗ trợ nhân đạo theo Mục 508 của Đạo luật Hỗ trợ Nước ngoài. Sau năm 1995, Tổng thống Jammeh đã thiết lập quan hệ ngoại giao với một số quốc gia khác, bao gồm Libya (bị cắt đứt vào năm 2010) và Cuba. Cộng hoà Nhân dân Trung Hoa cắt đứt quan hệ với Gambia vào năm 1995 - sau khi nước này thiết lập quan hệ ngoại giao với Đài Loan - và nối lại vào năm 2016. 
Gambia đóng một vai trò tích cực trong các vấn đề quốc tế, đặc biệt là các vấn đề về Tây Phi và Hồi giáo, mặc dù sự đại diện ở nước ngoài còn hạn chế. Là một thành viên của Cộng đồng kinh tế của các quốc gia Tây Phi (ECOWAS), Gambia đã đóng một vai trò tích cực trong nỗ lực của tổ chức nhằm giải quyết các cuộc nội chiến ở Liberia và Sierra Leone và đóng góp quân đội cho nhóm giám sát ngừng bắn của cộng đồng ECOMOG vào năm 1990 và ECOMIL vào năm 2003. Vào tháng 11 năm 2019, Gambia đã đệ đơn kiện Myanmar tại The Hague, cáo buộc quân đội nước này đã diệt chủng đối với cộng đồng người Rohingya.
Gambia cũng đã tìm cách hòa giải các tranh chấp ở Guinea-Bissau gần đó và vùng Casamance lân cận của Senegal. Chính phủ Gambia tin rằng Senegal đã đồng lõa trong âm mưu đảo chính thất bại tháng 3 năm 2006. Điều này khiến mối quan hệ giữa Gambia và nước láng giềng trở nên căng thẳng. Tình hình nhân quyền ngày càng tồi tệ sau đó đã đặt ra những căng thẳng ngày càng tăng đối với quan hệ Hoa Kỳ-Gambia.

### Nhân quyền
Xem thêm: Nhân quyền ở Gambia
Theo Tổ chức Y tế Thế giới, ước tính có khoảng 78,3% trẻ em gái và phụ nữ Gambia đã bị cắt bộ phận sinh dục nữ. Đồng tính là bất hợp pháp và bị phạt tù chung thân.
Phòng viên của tờ Daily Observer, Ebrima Manneh được các tổ chức nhân quyền cho rằng đã bị bắt giữ hồi tháng Bảy 2006 và bí mật giam giữ kể từ đó. Manneh được cho là đã bị Cơ quan Tình báo Quốc gia Gambia bắt giữ sau khi cố gắng đăng lại một báo cáo của BBC chỉ trích Tổng thống Yahya Jammeh. Tổ chức Ân xá Quốc tế coi anh ta là một tù nhân lương tâm và đặt anh ta là "trường hợp ưu tiên" năm 2011.  Vào năm 2019, tờ báo Gambia The Trumpet đưa tin rằng Manneh đã chết trong tình trạng bị giam cầm vào một thời điểm nào đó vào giữa năm 2008.

### Quân đội

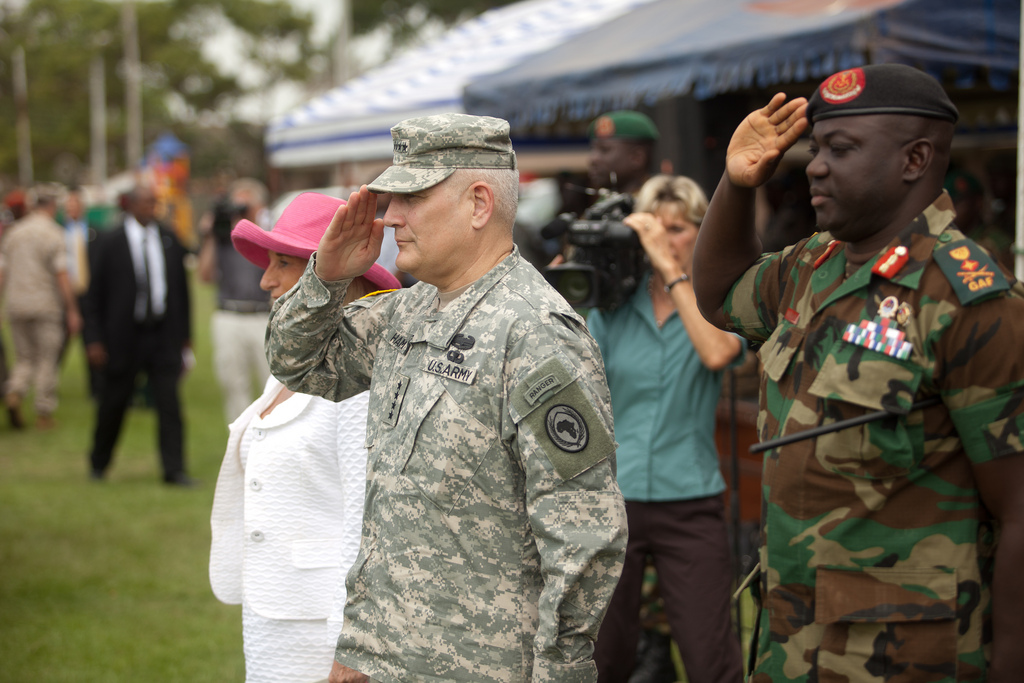
Chỉ huy AFRICOM của Hoa Kỳ Carter Ham và sĩ quan cấp cao của Quân đội Gambia Masaneh Kinteh khảo sát quân đội, ngày 21 tháng 7 năm 2011

Thông tin thêm: Lực lượng vũ trang Gambia
Lực lượng vũ trang Gambia (GAF) được thành lập vào năm 1985 theo thỏa thuận của Liên minh Senegambia, một liên minh chính trị giữa Gambia và Senegal. Ban đầu nó bao gồm Quân đội Quốc gia Gambia (GNA) do người Anh huấn luyện và Lực lượng hiến binh Quốc gia Gambia (GNG) do người Senegal huấn luyện. GNG được sáp nhập vào cảnh sát năm 1992, và năm 1997 Jammeh thành lập Hải quân Gambia (GN). Những nỗ lực thành lập Lực lượng Không quân Gambia vào giữa những năm 2000 cuối cùng đã thất bại. Năm 2008, Jammeh thành lập Lực lượng Vệ binh Cộng hòa Quốc gia, bao gồm các đơn vị lực lượng đặc biệt. GNA gồm khoảng 900 người, trong đó có hai tiểu đoàn bộ binh và một đại đội công binh, vũ khí được trang bị gồm xe bọc thép Ferret và M8 Greyhound. GN được trang bị các tàu tuần tra và Đài Loan đã tặng một số tàu mới cho lực lượng này vào năm 2013.
Kể từ khi GAF được thành lập vào năm 1985, tổ chức này đã hoạt động tích cực trong các sứ mệnh gìn giữ hòa bình của Liên hợp quốc và Liên minh châu Phi. Nó đã được xếp hạng là thành viên đóng góp gìn giữ hòa bình Cấp 2 và được Trung tâm Hợp tác Quốc tế mô tả như một nhà lãnh đạo khu vực trong việc gìn giữ hòa bình. Nước này điều động binh sĩ đến Liberia như một phần của ECOMOG từ năm 1990 đến năm 1991, trong đó hai binh sĩ Gambia đã thiệt mạng. Kể từ đó, họ đã đóng góp quân đội cho ECOMIL, UNMIL và UNAMID. Trách nhiệm đối với quân đội thuộc về Tổng thống kể từ khi Jammeh nắm quyền đứng đầu cuộc đảo chính quân sự không đổ máu vào năm 1994. Jammeh cũng tạo ra vai trò của Tham mưu trưởng Quốc phòng, là sĩ quan quân đội cấp cao chịu trách nhiệm về các hoạt động hàng ngày của Lực lượng vũ trang Gambia. Từ năm 1958 đến năm 1985, Gambia không có quân đội, nhưng Lực lượng Chiến trường Gambia tồn tại như một thực thể bán quân sự của cảnh sát. Truyền thống quân sự của Gambia có thể bắt nguồn từ Trung đoàn Gambia của Quân đội Anh, tồn tại từ năm 1901 đến năm 1958 và đã chiến đấu trong Thế chiến thứ nhất và Thế chiến thứ hai. Năm 2017, Gambia đã ký hiệp ước của Liên hợp quốc về Cấm vũ khí hạt nhân.
Lực lượng vũ trang Gambia đã và đang là bên nhận một số thỏa thuận trang bị và huấn luyện với các quốc gia khác. Năm 1992, một đội binh lính Nigeria đã giúp lãnh đạo GNA. Từ năm 1991 đến 2005, các lực lượng vũ trang Thổ Nhĩ Kỳ đã giúp huấn luyện binh sĩ Gambia. Nó cũng đã tổ chức các đợt huấn luyện cùng quân đội Anh và Hoa Kỳ từ Trung đoàn Hoàng gia Gibraltar và AFRICOM của Hoa Kỳ.

## Hành chính
Gambia được chia làm tám vùng địa phương, gồm cả thành phố thủ đô Banjul.
| Tên                | Diện tích (km²) | Dân số thống kê 2003 | Dân số thống kê 2013 | Thủ phủ        | Số huyện |
| ------------------ | --------------- | -------------------- | -------------------- | -------------- | -------- |
| Banjul (thành phố) | 12,2            | 35.061               | 31.301               | Banjul         | 3        |
| Kanifing           | 75,6            | 322.735              | 382.096              | Kanifing       | 1        |
| Brikama            | 1.764,3         | 389.594              | 699.704              | Brikama        | 9        |
| Mansa Konko        | 1.628,0         | 72.167               | 82.381               | Mansakonko     | 6        |
| Kerewan            | 2.255,5         | 172.835              | 221.054              | Kerewan        | 7        |
| Kuntaur            | 1.466,5         | 78.491               | 99.108               | Kuntaur        | 5        |
| Janjanbureh        | 1.427,8         | 107.212              | 126.910              | Janjanbureh    | 5        |
| Basse              | 2.069,5         | 182.586              | 239.916              | Basse Santa Su | 7        |
| Toàn Gambia        | 10.689          | 1.360.681            | 1.882.450            | Banjul         | 43       |

## Địa lý
Gambia nằm ở Tây Phi, bên bờ Đại Tây Dương, nằm lọt vào giữa nước Sénégal. Nó nằm giữa vĩ độ 13 và 14 ° N, và kinh độ 13 và 17 ° W. Lãnh thổ gồm một dải đồng bằng hẹp hai bên bờ sông Gambia, tiến sâu vào đất liền khoảng 330 km. Nơi rộng nhất theo chiều dọc chưa đến 50 km. Gambia có tổng diện tích nhỏ hơn một chút so với quốc đảo Jamaica.

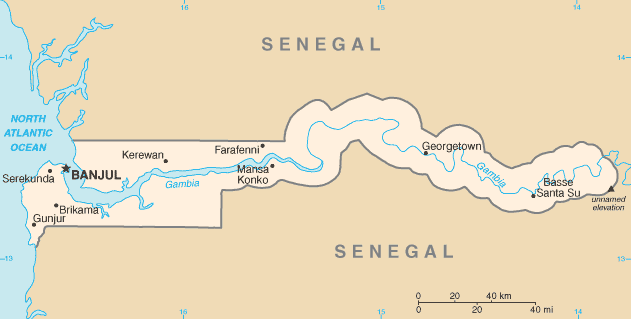
Bản đồ Gambia

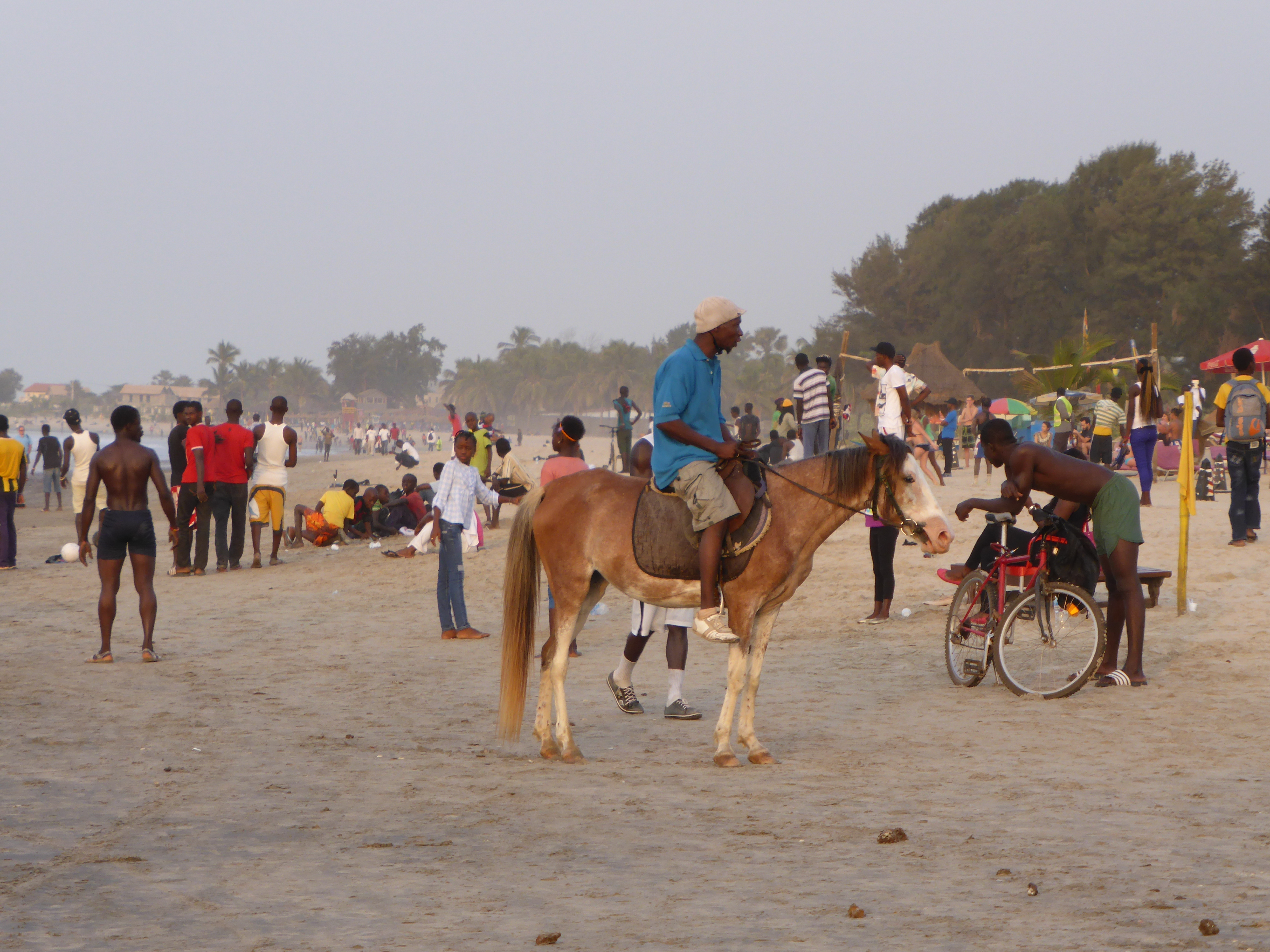
Bãi biển Kololi trên bờ Đại Tây Dương

Gambia được bao quanh ba mặt bởi Senegal, với 80 km đường bờ biển trên Đại Tây Dương ở phía Tây đất nước. Trong các cuộc đàm phán giữa người Pháp và người Anh tại Paris, ban đầu người Pháp đã giao cho người Anh quyền kiểm soát khoảng 320 km dọc sông Gambia. Bắt đầu với việc cắm mốc giới vào năm 1891, phải mất gần 15 năm sau các cuộc họp ở Paris để xác định đường biên giới cuối cùng của đất nước. Kết 
quả là một loạt các đường thẳng và vòng cung đã đem lại cho người Anh quyền kiểm soát các khu vực cách sông Gambia khoảng 16 km về phía bắc và nam.
Gambia có nhiều rừng dọc theo sông ngòi và cánh đồng cỏ. Nước này chứa ba vùng cảnh quan: rừng-savan Guinea, xavan Tây Sudan và rừng ngập mặn Guinea. Gambia có điểm trung bình của Chỉ số toàn vẹn cảnh quan rừng năm 2018 là 4,56/10, xếp thứ 120 trên toàn cầu trong số 172 quốc gia.

### Khí hậu
Khí hậu chung cho Gambia là nhiệt đới. Mùa mưa nóng (tháng 6 - tháng 11), mùa khô lạnh hơn (tháng 11 - tháng 5). Lượng mưa trung bình năm từ 750-1.000 mm, vùng ven biển: 1.300-1.500 mm.
Khí hậu ở Gambia gần giống với Sénégal, phía Nam Mali và phía bắc Bénin.

## Kinh tế
Gambia là nước kém phát triển, khoáng sản và các nguồn tài nguyên thiên nhiên khác rất hạn chế. Khoảng 75% dân số sống nhờ vào trồng trọt và chăn nuôi. Công nghiệp có quy mô nhỏ, chủ yếu là chế biến lạc, cá và da. Du lịch tương đối phát triển. Ngành thương mại tái xuất khẩu đóng vai trò chủ chốt. Tuy nhiên, việc phá giá đồng franc CFA (50%) vào tháng 1 năm 1994 tạo cơ hội cho hàng hóa Sénégal cạnh tranh mạnh hơn và gây tổn hại cho ngành thương mại tái xuất khẩu của Gambia.
Nông nghiệp chiếm khoảng 30% tổng sản phẩm quốc nội (GDP) và sử dụng khoảng 70% lực lượng lao động. Trong nông nghiệp, sản lượng lạc chiếm 6,9% GDP, cây trồng khác 8,3%, chăn nuôi 5,3%, khai thác thủy sản 1,8% và lâm nghiệp 0,5%. Công nghiệp chiếm khoảng 8% GDP và dịch vụ khoảng 58%. Số lượng sản xuất hạn chế chủ yếu dựa vào nông nghiệp (ví dụ: chế biến đậu phộng, tiệm bánh mì, nhà máy bia và xưởng thuộc da). Các hoạt động sản xuất khác liên quan đến xà phòng, nước ngọt và quần áo.

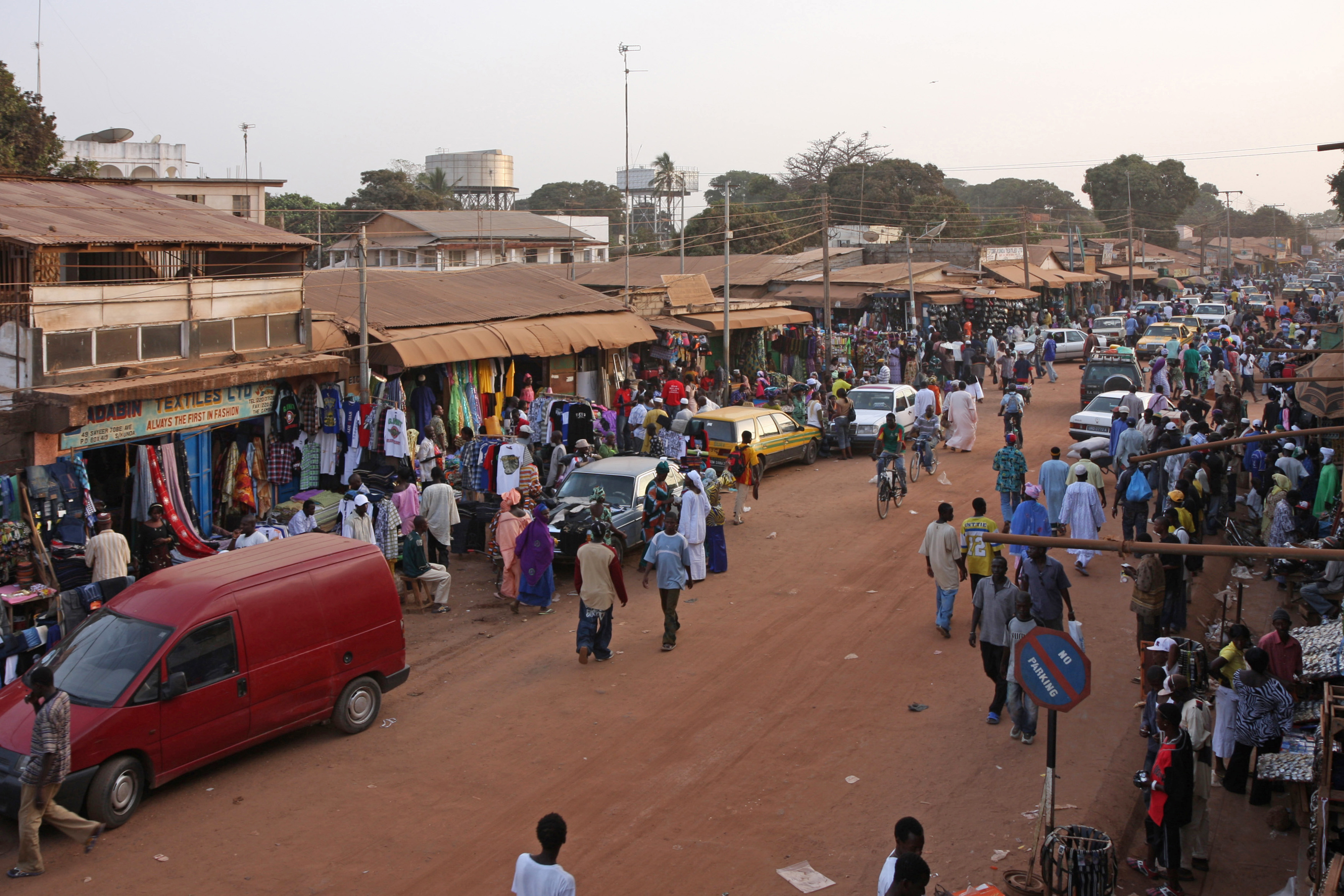
Chợ Serekunda

Trước đây, Vương quốc Anh và EU là thị trường xuất khẩu lớn của Gambia. Tuy nhiên, trong những năm gần đây, Senegal, Hoa Kỳ và Nhật Bản đã trở thành những đối tác thương mại quan trọng của Gambia. Ở châu Phi, Senegal đại diện cho đối tác thương mại lớn nhất của Gambia vào năm 2007, điều này hoàn toàn trái ngược với những năm trước khi Guinea-Bissau và Ghana là những đối tác thương mại quan trọng như nhau.
Năm 2010, GDP của Gambia là 1,04 tỉ USD, tăng trưởng 5% so với năm 2009. Về ngoại thương, năm 2010, nước này xuất khẩu được 107 triệu USD bao gồm các mặt hàng như các sản phẩm lạc, cá, bông...
Về nhập khẩu, Gambia phải nhập số lượng lớn các sản phẩm lương thực, hàng chế tạo, xăng dầu, máy móc và thiết bị...từ cárc nước như Trung Quốc, Sénégal, Brasil, Anh, Hà Lan, Mỹ...với tổng kim ngạch 530 triệu USD.
Kể từ năm 2017, Trung Quốc đã đầu tư vào Gambia trong khuôn khổ Sáng kiến Vành đai và Con đường. Trọng tâm hoạt động chính của Trung Quốc ở Gambia là chế biến cá đánh bắt tại địa phương để sản xuất bột cá xuất khẩu. Các tác động kinh tế và môi trường của việc sản xuất bột cá ở Gambia đang gây tranh cãi.

## Xã hội
Bài chi tiết: Nhân khẩu học của Gambia

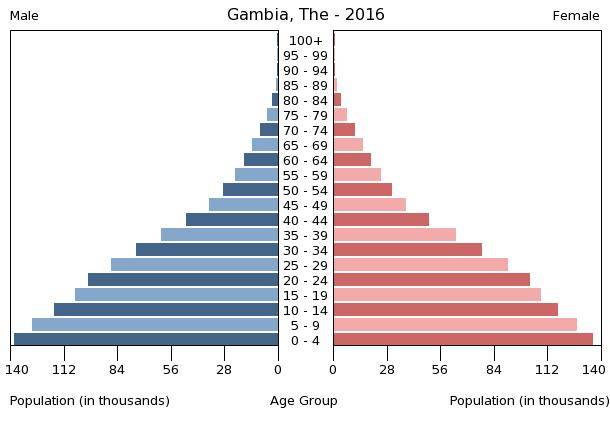
Tháp dân số Gambia, 2016

Tỷ lệ đô thị hóa tính đến năm 2011 là 57,3%. Các số liệu tạm thời từ cuộc điều tra dân số năm 2003 cho thấy khoảng cách giữa dân số thành thị và nông thôn đang thu hẹp khi có nhiều khu vực được mở rộng lên thành thị. Trong khi di cư đô thị, các dự án phát triển và hiện đại hóa đang đưa nhiều người Gambia tiếp xúc với các thói quen và giá trị phương Tây, các hình thức ăn mặc và lễ kỷ niệm bản địa cũng như sự nhấn mạnh truyền thống về đại gia đình vẫn là những phần không thể thiếu trong cuộc sống hàng ngày.
Báo cáo phát triển con người của chương trình phát triển Liên Hợp Quốc (UNDP) công bố Gambia xếp hạng 151 trên 169 quốc gia về Chỉ số phát triển con người (HDI), khiến nước này trở thành nước có chỉ số HDI thấp trên thế giới.
Tỷ suất sinh (TFR) ước tính ở mức 3,98 trẻ em trên một phụ nữ vào năm 2013.

### Các nhóm dân tộc
| Các nhóm sắc tộc ở Gambia | Các nhóm sắc tộc ở Gambia | Các nhóm sắc tộc ở Gambia | Các nhóm sắc tộc ở Gambia | Các nhóm sắc tộc ở Gambia |
| ------------------------- | ------------------------- | ------------------------- | ------------------------- | ------------------------- |
| Các nhóm dân tộc          | Các nhóm dân tộc          |                           | phần trăm                 | phần trăm                 |
| Mandinka                  | Mandinka                  |                           | 34.4%                     | 34.4%                     |
| Fula                      | Fula                      |                           | 30.1%                     | 30.1%                     |
| Wolof                     | Wolof                     |                           | 10.8%                     | 10.8%                     |
| Jola                      | Jola                      |                           | 8.5%                      | 8.5%                      |
| Sarahule                  | Sarahule                  |                           | 8.2%                      | 8.2%                      |
| Serere                    | Serere                    |                           | 3.1%                      | 3.1%                      |
| Mangajo                   | Mangajo                   |                           | 1.9%                      | 1.9%                      |
| Bambara                   | Bambara                   |                           | 1.3%                      | 1.3%                      |
| Aku Marabou               | Aku Marabou               |                           | 0.5%                      | 0.5%                      |
| khác                      | khác                      |                           | 1.5%                      | 1.5%                      |

Một loạt các nhóm dân tộc sống ở Gambia, mỗi nhóm đều bảo tồn ngôn ngữ và truyền thống của riêng mình. Dân tộc Mandinka đông nhất, tiếp theo là Fula, Wolof, Jola / Karoninka, Serahule / Jahanka, Serers, Manjago, Bambara, Aku Marabou, Bainunka và những người khác. Người Krio, có tên địa phương là Akus, là một trong những dân tộc thiểu số nhỏ nhất ở Gambia. Họ xuất thân từ những người Sierra Leone Creole và có truyền thống tập trung ở thủ đô.
Khoảng 3.500 cư dân không phải châu Phi bao gồm người châu Âu và các gia đình gốc Liban (0,23% tổng dân số). Phần lớn cộng đồng thiểu số châu Âu là người Anh, mặc dù nhiều người Anh đã rời đi sau khi độc lập.

### Ngôn ngữ
Bài chi tiết: Ngôn ngữ của Gambia
Tiếng Anh là ngôn ngữ chính thức của Gambia. Các ngôn ngữ khác bao gồm Mandinka, Wolof, Fula, Serer, Krio, Jola và các loại tiếng bản địa khác. Do bối cảnh địa lý của đất nước, tiếng Pháp cũng tương đối phổ biến.

### Giáo dục
Giáo dục mẫu giáo và tiểu học (6 năm) được miễn phí, bắt đầu từ năm 8 tuổi. Thiếu nguồn lực và cơ sở hạ tầng giáo dục đã làm cho việc thực hiện điều này trở nên khó khăn. Năm 1995, tỷ lệ nhập học tiểu học là 77,1% và tỷ lệ nhập học tiểu học thực là 64,7%. Học phí từ lâu đã ngăn cản nhiều trẻ em đi học, nhưng vào tháng 2 năm 1998, Tổng thống Jammeh đã ra lệnh chấm dứt học phí đối với sáu năm đầu tiên đi học. Trẻ em gái chiếm khoảng 52% số học sinh tiểu học. Con số này có thể thấp hơn đối với trẻ em gái ở các vùng nông thôn, nơi mà các yếu tố văn hóa và nghèo đói đã ngăn cản cha mẹ cho trẻ em gái đi học. Khoảng 20% trẻ em trong độ tuổi đi học theo học tại các trường Quranic.
Khoảng 1/5 số học sinh học tiếp lên trung học (5 năm). Sau đó, những học sinh tốt nghiệp sẽ được theo học chương trình dự bị đại học (2 năm), số còn lại có thể vào trường trung học kĩ thuật (4 năm). Gambia có một Viện đào tạo Công nghệ và Trường Sư phạm Yundum, không có loại hình đại học tổng hợp.

### Y tế
Gambia có hệ thống chăm sóc sức khỏe quốc gia được trang bị khá đầy đủ tại thủ đô Banjul và Combo. Ở các địa phương và vùng thượng lưu các sông, Chính phủ cho xây dựng nhiều trung tâm y tế và cử bác sĩ đến làm việc. Công tác tiêm chủng mở rộng cho người dân cũng rất được quan tâm. Tuy nhiên, do điều kiện vệ sinh và dinh dưỡng kém nên tỉ lệ tử vong trẻ sơ sinh của Gambia vẫn còn cao.

### Tôn giáo
Bài chi tiết: Tôn giáo ở Gambia
| Tôn giáo tại Gambia | Tôn giáo tại Gambia | Tôn giáo tại Gambia | Tôn giáo tại Gambia | Tôn giáo tại Gambia |
| ------------------- | ------------------- | ------------------- | ------------------- | ------------------- |
| Tôn giáo            | Tôn giáo            |                     | Tỷ lệ               | Tỷ lệ               |
| Hồi giáo            | Hồi giáo            |                     | 90%                 | 90%                 |
| Kitô giáo           | Kitô giáo           |                     | 9%                  | 9%                  |
| Tôn giáo khác       | Tôn giáo khác       |                     | 1%                  | 1%                  |

Với hơn 90% dân số được xác định là người Hồi giáo, cụ thể là người Hồi giáo dòng Sunni, nhiều người Gamba vẫn tham gia vào các tập tục truyền thống. Hơn 75% người Gambia yêu thích các nghi lễ và văn hóa Hồi giáo. Cắt bỏ bộ phận sinh dục nữ hoặc nghi thức chuyển đoạn được thực hiện rất nhiều ở Gambia; khoảng 75% dân số thích nó, chủ yếu ảnh hưởng đến các cô gái trẻ trước khi họ 18 tuổi. Đó là nghi lễ cắt hoặc loại bỏ một số hoặc toàn bộ cơ quan sinh dục ngoài của phụ nữ. Việc làm này gây ra nhiều cuộc tranh luận xung quanh tôn giáo và truyền thống / văn hóa.

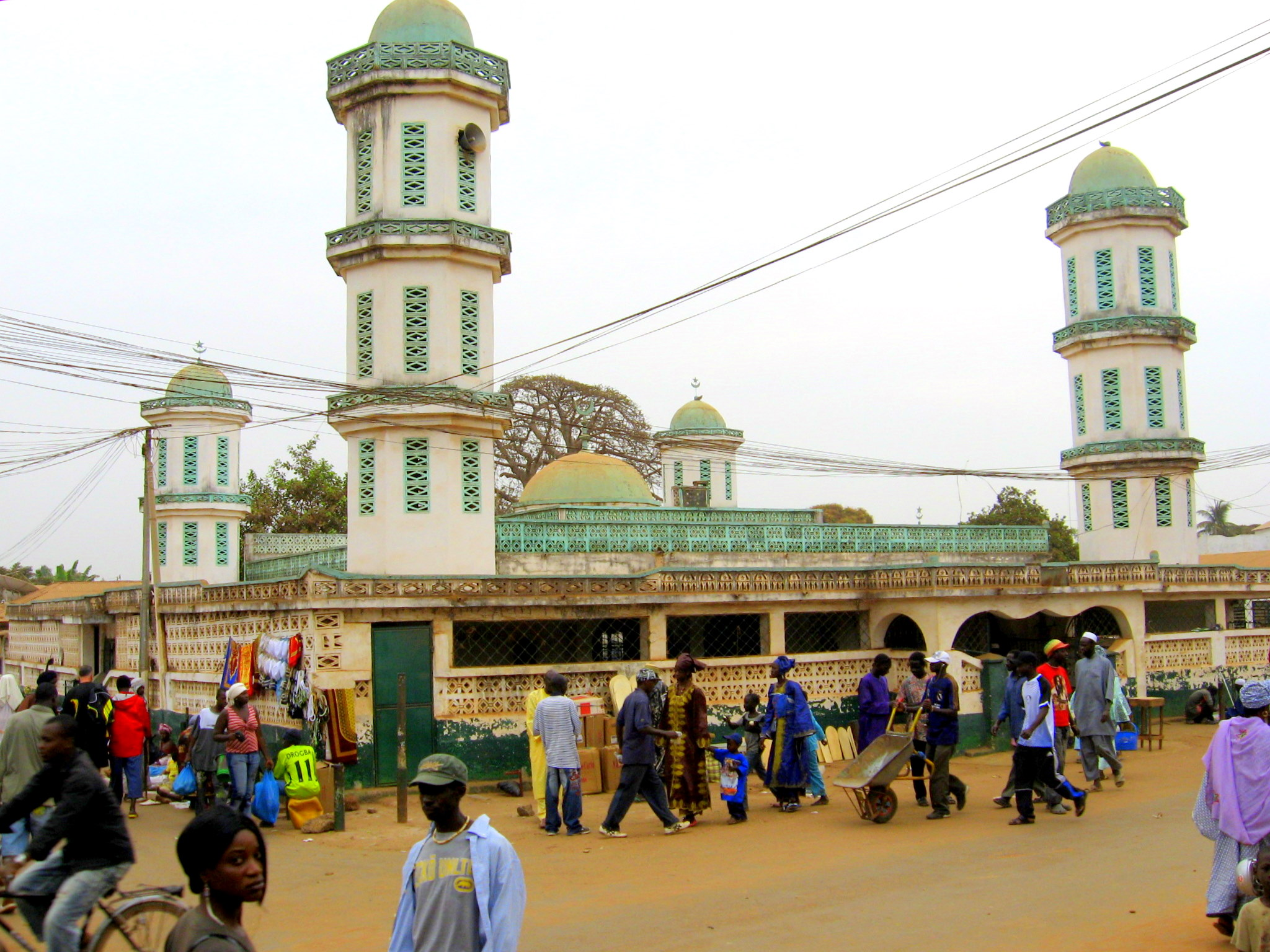
Nhà thờ Hồi giáo Bundung là một trong những nhà thờ Hồi giáo lớn nhất ở Serekunda

Mặc dù Hồi giáo là một tôn giáo độc thần, niềm tin rằng chỉ có một Chúa, nhiều bộ tộc dân tộc ở Gambia là những người theo huyết vật linh và có niềm tin vào các vị thần khác. Tục đeo Juju quanh eo là một nét phổ biến của các dân tộc. Juju là những lá bùa được cho là có sức mạnh ma thuật hoặc siêu nhiên. Nhiều người đeo chúng như sự bảo vệ hoặc bùa may mắn chống lại bất kỳ điều ác nào. Các đô vật, cầu thủ bóng đá, nghệ sĩ người Gambia được biết đến với việc đeo thắt lưng Juju. Thắt lưng Juju chủ yếu đựng trong túi da; trong ngôn ngữ Mandinka, chúng được gọi là Safou. Các nhà thảo dược địa phương (marabout) tạo ra những chiếc thắt lưng Juju này để bảo vệ mọi người khỏi cái ác và cải thiện địa vị của họ. 
Điều 25 của hiến pháp bảo vệ quyền của công dân thực hành bất kỳ tôn giáo nào mà họ chọn. Phần lớn người Hồi giáo ở Gambia tuân thủ luật pháp và truyền thống của người Sunni.
Cộng đồng Cơ đốc giáo chiếm khoảng 4% dân số, cư trú ở phần phía tây và phía nam của Gambia, hầu hết các thành viên của cộng đồng Cơ đốc giáo tự nhận mình là Công giáo La Mã. Tuy nhiên, các nhóm Cơ đốc giáo nhỏ hơn cũng tồn tại, chẳng hạn như Anh giáo, Giám lý, Báp-tít, Cơ đốc nhân Phục lâm, Nhân chứng Giê-hô-va và các giáo phái Tin lành nhỏ.
Các tín ngưỡng bản địa, chẳng hạn như Serer, vẫn còn tồn tại. Tôn giáo Serer bao gồm vũ trụ học và niềm tin vào một vị thần tối cao gọi là Roog. Một số lễ hội tôn giáo của nó bao gồm Xooy, Mbosseh và Randou Rande. Mỗi năm, các tín đồ của tôn giáo Serer thực hiện cuộc hành hương hàng năm đến Sine ở Senegal để làm lễ bói toán Xooy.  Tôn giáo Serer cũng có một dấu ấn khá rõ rệt đối với xã hội Hồi giáo Senegambia ở chỗ các lễ hội Hồi giáo Senegambia như "Tobaski", "Gamo", "Koriteh" và "Weri Kor" vay mượn từ tôn giáo Serer - chúng là những lễ hội Serer cổ đại.
Giống như người Serers, người Jola có phong tục tôn giáo riêng của họ, bao gồm một nghi lễ tôn giáo lớn, Boukout.
Do có một số lượng nhỏ người nhập cư từ Nam Á, những người theo Ấn Độ giáo và tín đồ của Đức tin Baháʼí cũng có mặt. Một số lớn những người theo Ahmadiyya Jama'at cũng được tìm thấy.  Đại đa số người nhập cư Nam Á là người Hồi giáo.

## Văn hóa
Dù Gambia là quốc gia nhỏ nhất tại châu Phi đất liền, nền văn hóa Gambia lại được ảnh hưởng bởi nhiều nguồn khác nhau. Lãnh thổ quốc gia đơn giản là vùng đất nằm hai bên bờ sông Gambia, vùng nước này quyết định sự tồn tại của Gambia, và được gọi đơn giản là "the River". Không có những rào cản tự nhiên, Gambia trở thành nơi định cư của nhiều nhóm dân tộc có mặt trên khắp Tây Phi, đặc biệt là những người ở Sénégal.

### Âm nhạc

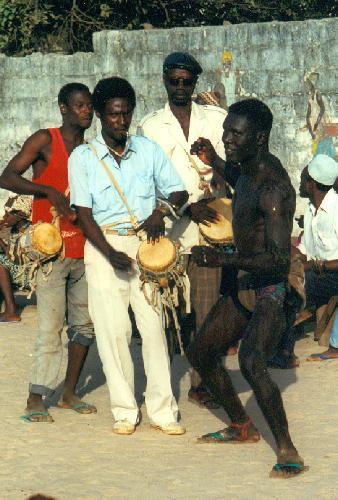
Các tay trống tại một trận đấu vật

Âm nhạc của Gambia được liên kết chặt chẽ về mặt âm nhạc với nước láng giềng của nó, Senegal. Nó kết hợp âm nhạc và vũ điệu phổ biến của phương Tây, với sabar, nhạc múa và trống truyền thống của người Wolof và Serer.

### Ẩm thực
Ẩm thực của Gambia bao gồm đậu phộng, gạo, cá, thịt, hành tây, cà chua, sắn, ớt và hàu từ sông Gambia do phụ nữ thu hoạch. Đặc biệt, món cà ri yassa và món hầm domoda khá phổ biến với người dân địa phương và khách du lịch.

### Phương tiện truyền thông
Có những lời cáo buộc chính phủ Gambia hạn chế quyền tự do ngôn luận. Một đạo luật được thông qua vào năm 2002 đã lập ra một ủy ban có quyền cấp giấy phép cũng như bỏ tù các nhà báo; năm 2004, thêm một đạo luật nữa cho phép giam cầm những người nổi loạn và phỉ báng chính quyền, cũng như hủy bỏ giấy phép in ấn hay phát thanh truyền hình, buộc các tập đoàn truyền thông phải đóng số tiền gấp năm lần chi phí ban đầu nếu muốn xin giấy phép trở lại.
Ba nhà báo Gambia đã bị bắt giam kể từ sau vụ đảo chính. Có thông tin cho rằng sở dĩ như vậy là vì các nhà báo này đã có lời lẽ chỉ trích chính sách kinh tế của chính phủ, hoặc đã phát ngôn rằng Bộ trưởng Bộ Nội vụ và người đứng đầu ngành an ninh là một trong số những người vạch ra âm mưu đảo chính. Biên tập viên Deyda Hydara bị bắn chết trong một tình huống không được giải thích sau khi đạo luật năm 2004 có hiệu lực.
Mức phí xin cấp phép đối với báo chí và đài phát thanh không hề thấp, và các đài phủ sóng tầm quốc gia bị chính phủ kiểm soát chặt.

### Thể thao
Cũng như ở nước láng giềng Senegal, môn thể thao quốc gia và phổ biến nhất ở Gambia là đấu vật. Bóng đá và bóng rổ cũng rất phổ biến.
Bóng đá ở Gambia được quản lý bởi Liên đoàn bóng đá Gambia, trực thuộc cả FIFA và CAF. GFA điều hành giải bóng đá ở Gambia, bao gồm giải hạng nhất GFA League First Division, cũng như đội tuyển bóng đá quốc gia Gambia. Với biệt danh "Bọ cạp", đội tuyển quốc gia chưa bao giờ vượt qua vòng loại FIFA World Cup, nhưng đã đủ điều kiện tham dự Cúp các quốc gia châu Phi ở cấp độ cao cấp lần đầu tiên vào năm 2021. Họ chơi ở Sân vận động Independence. Gambia đã giành được hai chức vô địch CAF U-17, một vào năm 2005 khi quốc gia này đăng cai, và năm 2009 tại Algeria do đó đủ điều kiện tham dự FIFA U-17 World Cup tại Peru (2005) và Nigeria (2009). U-20 cũng đủ điều kiện tham dự FIFA U-20 2007 tại Canada. Nữ U-17 cũng đã tham gia tranh tài tại FIFA U-17 World Cup 2012 tại Azerbaijan.